# Polypodium sendallianum
Polypodium sendallianum là một loài dương xỉ trong họ Polypodiaceae. Loài này được Jenman ex J.H.Hart mô tả khoa học đầu tiên năm 1908.
Danh pháp khoa học của loài này chưa được làm sáng tỏ. 